# Vireolanius
Vireolanius là một chi chim trong họ Vireonidae.

## Các loài
| Hình ảnh | Tên thông dụng | Tên khoa học            | Phân bổ                                                                                       |
| -------- | -------------- | ----------------------- | --------------------------------------------------------------------------------------------- |
|          |                | Vireolanius melitophrys | Guatemala và Mexico.                                                                          |
|          |                | Vireolanius pulchellus  | Belize, Colombia, Costa Rica, El Salvador, Guatemala, Honduras, Mexico, Nicaragua, và Panama. |
|          |                | Vireolanius eximius     | Colombia, Panama và Venezuela.                                                                |
|          |                | Vireolanius leucotis    | Bolivia, Brazil, Colombia, Ecuador, French Guiana, Guyana, Peru, Suriname, và Venezuela.      |